# Ангідрооснови
Ангідрооснови (рос. ангидрооснования, англ. anhydro bases) — хімічні сполуки, утворені внаслідок внутрішньої кислотно-основної нейтралізації (з виділенням води) в імінійгідроксидах, у яких кислотний центр кон'югований з імінієвою функцією (порівнюється з псевдооснови).

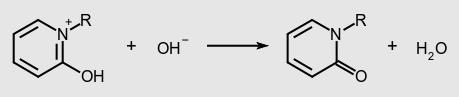

Ангідрооснови можуть бути також отримані при дегідратації хроменолів або їх простих етерів над оксидом алюмінію або при простому нагріванні етеру хроменолу у висококиплячому розчиннику.

## Інтернет-ресурси
- IUPAC: anhydro bases [Архівовано 17 січня 2021 у Wayback Machine.]
- Справочник химика: Ангидрооснования [Архівовано 2 січня 2019 у Wayback Machine.]